# Целовальников, Владислав Олегович
Владислав Олегович Целовальников (род. 21 сентября 1991, Астрахань) — российский футболист, вратарь. Судья.

## Биография
Сын вратаря Олега Целовальникова. Воспитанник ЦПР ФК «Волгарь-Газпром» Астрахань. В команде — с 2007 года, когда она под названием «Волгарь-Газпром-2» выступала в первенстве ЛФЛ, сыграл один матч — 24 июля в домашнем матче с клубом «Локомотив-КМВ» вышел на замену на 90-й минуте. В 2008 году — один из дублёров Станислава Тищенко в первенстве второго дивизиона, в 2009 — третий вратарь после Ильи Ильина и Михаила Кержакова в первом дивизионе, в 2010 — третий вратарь после Давида Юрченко и Степана Сикача, в сезоне 2011/12 — третий вратарь после Максима Кабанова и Михаила Комарова; на профессиональном уровне не провёл за «Волгарь» за 4,5 года ни одного матча. Сезон 2012/13 провёл в фарм-клубе «Волгаря» — ФК «Волгарь-Астрахань» в первенстве ПФЛ — 14 игр, 28 пропущенных мячей. Первую половину сезона 2013/14 отыграл в майкопской «Дружбе», затем перешёл в ФК «Астрахань», где провёл два года. В 2016 году играл в ФК «МИТОС» Новочеркасск и СКА (Ростов-на-Дону). Весеннюю часть первенства 2016/17 провёл в «Смене» Комсомольск-на-Амуре. 25 августа 2017 на правах свободного агента перешёл в молдавский клуб «Сперанца» Ниспорены, за который дебютировал 10 сентября.